# Hahm Eun-jung
Đây là một tên người Triều Tiên, họ là Hahm.
Hahm Eun-jung thường được ghi là Ham Eun-jung (tiếng Hàn Quốc: 함은정; tiếng Trung: 咸𤨒晶; Hán-Việt: Hàm Ân Tinh; tiếng Nhật: ハム・ウンジョン; sinh ngày 12 tháng 12 năm 1988) là một nữ ca sĩ, diễn viên, MC và người mẫu chụp ảnh quảng cáo người Hàn Quốc. Cô là một trong những giọng ca hát chính của nhóm nhạc nữ Hàn Quốc T-ara. Eunjung ra mắt với tư cách là ca sĩ solo vào ngày 1 tháng 5 năm 2015 với nghệ danh mới Elsie.

## Tiểu sử
Eunjung sinh tại Seoul, Hàn Quốc và là con một trong gia đình. Mẹ cô tốt nghiệp trường Đại học Nữ giới Ewha và là giáo viên dạy dương cầm, sau này trở thành quản lý cho cô. Khi còn học lớp 7, cô theo học Taekwondo và đã vô địch trong 3 cuộc thi khác nhau. Cuối năm 2007, Eunjung ghi danh vào trường Đại học Dongguk, nơi cô được đào tạo về diễn xuất.

## Sự nghiệp

### 1995ㅡnay: Sự nghiệp âm nhạc và phim ảnh

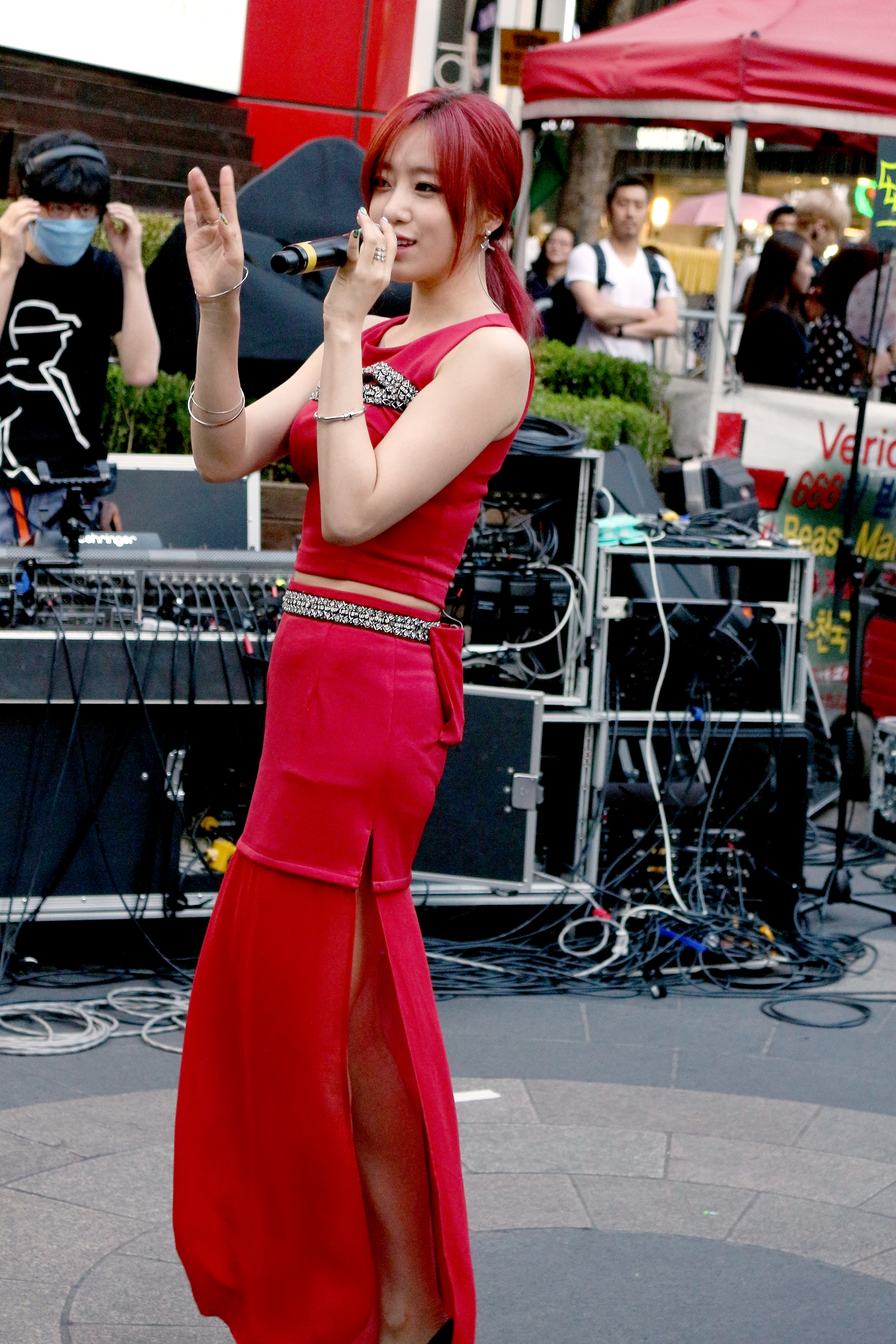
Eunjung tại Myeong-dong vào ngày 31 tháng 5 năm 2015.

#### 1995ㅡ2009: Bắt đầu sự nghiệp
Năm 7 tuổi, Eunjung gia nhập vào làng giải trí thông qua cuộc thi Little Miss Korea năm 1995 và giành chiến thắng. Cùng năm, cô tham gia phim truyền hình A New Generation of Adults của đài KBS. Sau đó, cô nhận được một số vai phụ của các phim truyền hình và phim thương mại ở Hàn Quốc.
Năm 2005, Eunjung vào vai một học sinh trong phim truyền hình Hello My Teacher của kênh SBS. Cô cũng hợp tác cùng Nam Gyuri, Lee Beom-soo và Kim Bum trong phim Death Bell khi hóa thân thành Kim Ji-won ㅡ một người bị sát hại bởi giáo viên của mình.
Năm 2007, Eunjung xuất hiện trong video nhạc của SG Wannabe mang tên "Gasiri" (가시리), được nằm trong album Story In New York của nhóm. Sau đó là video nhạc "Thunder" (천둥), "Only One Person" (한사람만) và "A Man's First Love Follow Him To The Grave" (남자의 첫사랑은 무덤까지 간다) của FT Island.

#### 2010: Coffee House và White
Eunjung được đóng vai chính trong video nhạc "Time, Please Stop" (시간아 멈춰라, Sigana Meomchwora) của Davichi phát hành vào ngày 6 tháng 5 năm 2010. Eunjung nhận vai chính đầu tiên trong phim truyền hình Coffee House của đài SBS, bắt đầu phát sóng từ ngày 17 tháng 5 đến ngày 27 tháng 7 năm 2010. Trong phim, cô vào nhân vật Kang Seung-yeon. Bộ phim đã mang về cho cô giải Ngôi sao mới tại SBS Drama Awards 2010. Đến tháng 7, Eunjung vào vai chính trong phim kịnh dị White: The Melody of the Curse. Đạo diễn của phim là Kim Gok và Kim Sun và phim được ghi hình từ tháng 11 năm 2010.
Eunjung cùng với Jo Kwon (2AM) và Jung Yong-hwa (CN Blue) là khách mời trên tập 7 của chương trình Running Man được phát sóng ngày 22 tháng 8 năm 2010.

#### 2011ㅡ2012: Dream High, King Geunchogo, Queen Insoo và Five Fingers
Eunjung tiếp tục đảm nhận vai chính của phim Dream High và hai bộ phim lịch sử Geunchogo và Queen Insoo. Trong phim Dream High, cô đóng vai Yoon Baek-hee ㅡ một người bạn rất thân của Go Hye-mi (do Suzy thủ vai), sau cả hai trở thành kẻ thù Go khi Hye-mi phản bội cô trong một buổi thử giọng. Còn phim Geunchogo, Eunjung vào nhân vật Jin Ayi (con gái của Jin Godo) và tham gia cùng thành viên Qri từ tập 47. Ở phim Queen Insoo, cô vào vai Han Jung (Queen Insoo tương lai). Câu chuyện kể về cuộc đấu tranh về quyền lực của ba người phụ nữ hoàng gia là Queen Insoo, Queen Junghee và Queen Yoon.
Năm 2012, Eunjung được chọn làm diễn viên cho phim Five Fingers. Tuy nhiên vào ngày 22 tháng 8, Eunjung đã bị loại khỏi bộ phim do những tranh cãi quanh scandal xung đột nội bộ của T-ara. Sau đó Hiệp hội diễn viên Hàn Quốc yêu cầu nhà sản xuất phải có lời xin lỗi đến Eunjung: Chúng tôi yêu cầu SBS và Yein E&M phải có lời xin lỗi đến thành viên Eunjung. Cách duy nhất để khôi phục lại danh tiếng bị tổn hại của cô là cần tiết lộ sự thật và cần một lời xin lỗi chính thức từ tất cả các vị. Hiệp hội cũng cáo buộc nhà sản xuất nói dối về lý do Eunjung bị sa thải. Trong tháng 2 năm 2013, nhà sản xuất phim Five Fingers đã gửi một lời xin lỗi chính thức vì sa thải Eunjung mà không báo trước.

#### 2014ㅡ2015: Endless Love và Micro Love
Năm 2014, Eunjung tham gia quảng bá phim Endless Love với nhân vật Tae Cho Ae. Đây là sự trở lại của cô ở lĩnh vực phim truyền hình sau 2 năm.
Tháng 8 năm 2015, Eunjung được chọn vào phim truyền hình của kênh KBS I Love You From Today với Min Chae Won. Nó báo rằng cô giữ vai trò quan trọng của bộ phim. Ngày 8 tháng 10, cô thông báo rằng Eunjung vào vai chính cùng James Ma trong phim truyền hình Thái Lan. Đến ngày 15, Eunjung chính thức tham gia Micro Love với vai Kim Min-ji và phim này bắt đầu quay vào tháng 11. Truyện phim kể về chàng thanh niên người Thái tên Pat (do James Ma thủ vai) là một người ưu tú về ngoại hình và giàu có, lớn lên ở Thái Lan. Anh nảy sinh tình cảm với con gái của ông chủ một công ty phần mềm Hàn Quốc đang phát triển tại thị trường Thái. Còn Eunjung nhận vai Minji, một cô gái xinh đẹp, xuất sắc, lại có gia thế giàu có khi là con gái một doanh nhân nhưng có cách sống khép kính. Cùng năm, Eunjung xuất hiện với Sweet Temptation Episode 3: Only For You trong vai Eun Jin.

### 2009ㅡnay: T-ara

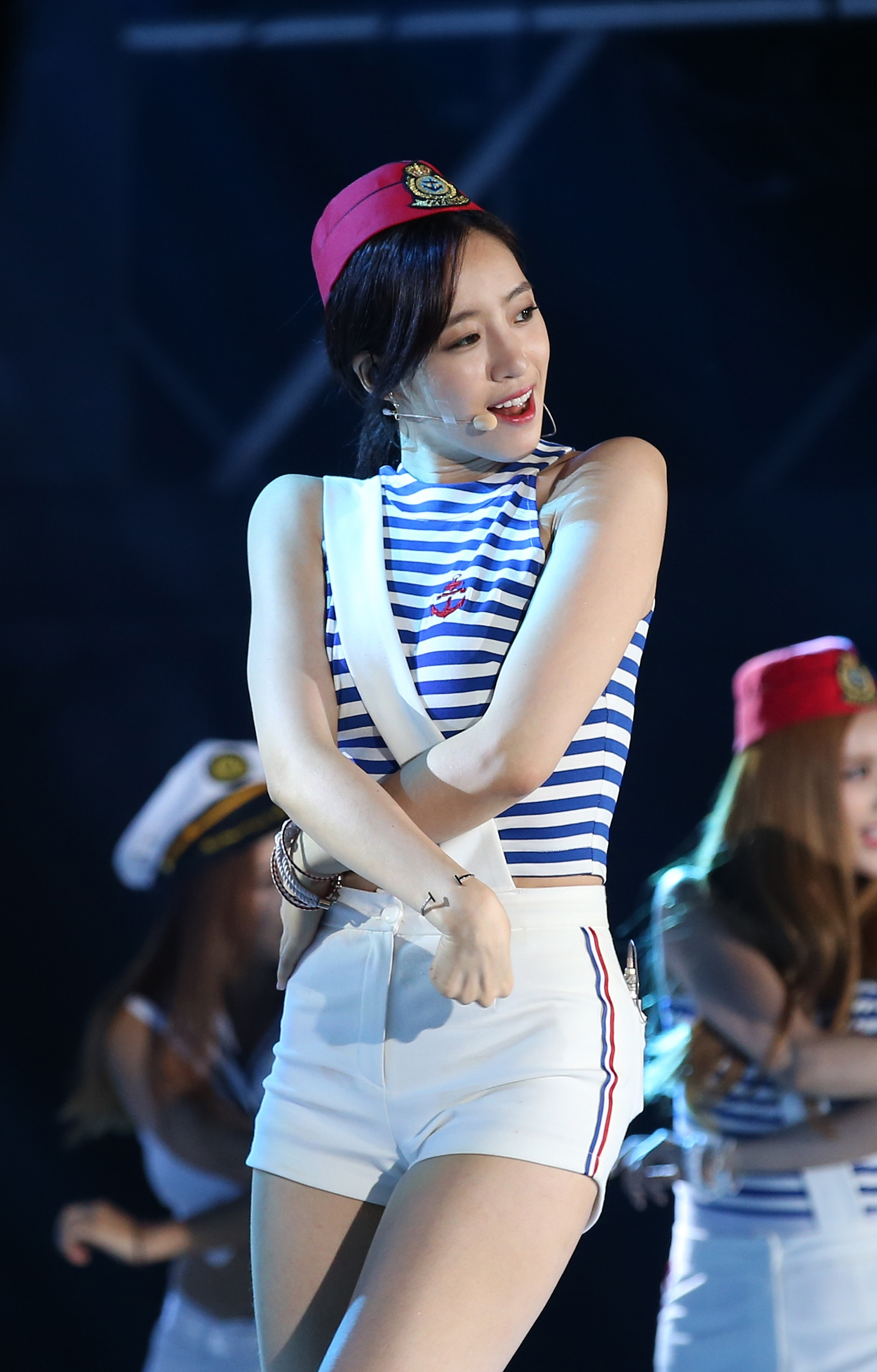
Eunjung tại Summer K-pop Festival năm 2015.

Eunjung thay thế Jiae làm trưởng nhóm của T-ara sau khi hai cựu thành viên T-ara Jiae và Jiwon rời nhóm vào giữa năm 2009. T-ara là nhóm nhạc có nhiều vũ đạo sáng tạo, độc đáo và được biết đến qua các hit như "Bo Peep Bo Peep", "Roly Poly", "Cry Cry", "Lovey Dovey", "Day By Day", "Sexy Love", "Number 9", "Sugar Free", "Little Apple". T-ara được xem là nhóm nhạc nữ K-pop nổi tiếng nhất tại Trung Quốc. Cô và Jiyeon là hai thành viên của T-ara được đào tạo về diễn xuất nhưng sau đó cả hai chuyển sang ca hát, khác với ý định ban đầu của họ.
Ngày 7 tháng 2 năm 2015, Eunjung cùng Soyeon và Cho Seunghee, Minkyung (The SeeYa), Ki-o, Jongkook và Sejoon (SPEED). Sản phẩm mang tên "Don't Forget Me".

### 2013ㅡnay: T-ara N4
Ngày 12 tháng 4 năm 2013, Core Contents Media xác nhận việc thành lập nhóm nhạc nhỏ đầu tiên của T-ara là T-ara N4, bao gồm bốn thành viên là Eunjung, Hyomin, Jiyeon và Areum. Đĩa đơn đầu tay "Countryside Life" do Duble Sidekick sản xuất ra mắt vào ngày 29 tháng 4 năm 2013 và được hỗ trợ một đoạn rap bởi Woo Tae-woon của nhóm Speed. Đĩa đơn cũng được ra mắt tại thị trường Mỹ vào khoảng tháng 6 năm 2013 với sự giúp đỡ của Chris Brown.

### 2015ㅡnay: Sự nghiệp solo
Ngày 9 tháng 5 năm 2015, Eunjung phát hành album đầu tay của mình với tiêu đề I'm Good . Với lần ra mắt solo này, Eunjung lấy nghệ danh là Elsie. Ca khúc chủ đề phát hành cùng ngày là sự hợp tác của cô và nam ca sĩ K.Will. Đến ngày 26 tháng 5, Eunjung phát hành phiên bản tiếng Trung cho I'm Good.
Ngày 30 tháng 10 năm 2015, Eunjung ra mắt album thứ hai mang tên Good Bye , hai phiên bản của ca khúc chủ đề cùng tên phát hành vào ngày 14 tháng 10 là nhạc phim cho Only For You (Sweet Temptation).
Năm 2016, Hahm tham gia diễn xuất trong Flowers of Evil, một bộ phim kinh dị của đạo diễn Cho Sung-kyu.
Năm 2017, Hahm tham gia bộ phim truyền hình hàng ngày của đài MBC, Sisters-in-Law, được công chiếu vào tháng 4 năm đó.
Vào tháng 1 năm 2018, Hahm xác nhận cô sẽ rời MBK sau khi hết hạn hợp đồng. Vào tháng 2 năm 2018, Hahm ký hợp đồng quản lý độc quyền với UFO Production, cô trở thành nghệ sĩ đầu tiên của công ty.
Vào ngày 24 tháng 5 năm 2018, Hahm được chọn tham gia bộ phim sắp tới của KBS, Lovely Horribly, với sự tham gia của Park Si-hoo và Song Ji-hyo.
Vào ngày 26 tháng 2 năm 2019, Hahm là người kể chuyện trong bộ phim tài liệu hợp tác giữa Hàn Quốc và Việt Nam có tên là The Muse Story (Nàng Thơ Xứ Huế), sẽ được phát trên KBS World. Đây là dự án nhằm giới thiệu những nét đẹp của văn hóa, ẩm thực, du lịch và phong cách sống của con người xứ Huế nói riêng và Việt Nam nói chung.

## Phim

### Phim truyền hình
| Năm  | Phim                          | Vai trò           | Kênh             |
| ---- | ----------------------------- | ----------------- | ---------------- |
| 1995 | A New Generation Of Adults    | Jessica           | KBS              |
| 2004 | Little Women                  | Hyun Deuk (Young) | SBS              |
| 2004 | Age of Heroes                 | Layla             | MBC              |
| 2004 | Toji, The Land                | Bong Soon (Young) | SBS              |
| 2005 | Lovers In Prague              | Khách mời         | SBS              |
| 2005 | Cute Or Crazy                 | Khách mời         | SBS              |
| 2005 | Hello, My Teacher             | Khách mời         | SBS              |
| 2006 | Princess Hours                | Khách mời         | MBC              |
| 2006 | My Love                       | Khách mời         | KBS2             |
| 2010 | Master Of Study               | Khách mời         | SBS              |
| 2010 | Coffee House                  | Kang Seung Yeon   | SBS              |
| 2011 | Dream High                    | Yoon Baek Hee     | KBS2             |
| 2011 | King Geunchogo                | Jin Ah Yi         | KBS              |
| 2012 | Queen Insoo                   | Insoo (Young)     | JTBC             |
| 2012 | Endless Love                  | Tae Cho Ae        | SBS              |
| 2015 | Love On A Rooftop             | Min Chae Won      | KBS2             |
| 2015 | Sweet Temptation              | Eun-jin           | T-ara's Webdrama |
| 2017 | All Kinds of Daughter-In-Laws | Hwang Eun-byul    | MBC              |
| 2017 | Vòng xoay vận mệnh            | Shin Yoon-ah      | KBS2             |

### Phim điện ảnh
| Năm  | Phim                           | Vai trò          |
| ---- | ------------------------------ | ---------------- |
| 1999 | A-rong's Big Expedition        | Song-i           |
| 2002 | Dodge Go! Go!                  | Min Sang Mi      |
| 2002 | Madeleine                      | Song Hye (Young) |
| 2005 | The Beast And The Beauty       | Hae Mi           |
| 2006 | Ice Bar                        | Mi Sook          |
| 2006 | World of Silence               | Min Hee          |
| 2007 | Dating On Earth                | Yun Yi Soo       |
| 2008 | Death Bell                     | Kim Ji Won       |
| 2011 | White: The Melody of the Curse | Eun Joo          |
| 2011 | Gisaeng Ryung                  | Khách mời        |
| 2017 | Micro Love                     | Kim Min Jee      |
| 2017 | Flowers of Evil                | Sun-young        |

## Đĩa nhạc
| Năm  | Album                | Ca khúc                       | Ghi chú                                                               |
| ---- | -------------------- | ----------------------------- | --------------------------------------------------------------------- |
| 2009 | Absolute First Album | "Time To Love"                | Cùng Soyeon, Hyomin, Jiyeon và Supernova                              |
| 2009 | Absolute First Album | "TTL Listen 2"                | Cả T-ara và Supernova                                                 |
| 2010 |                      | "Wonder Woman"                | Cùng Hyomin, SeeYa và Davichi                                         |
| 2013 | "Bunny Style!"       | "Dangerous Love"              | Cùng Jiyeon và Hyomin                                                 |
| 2013 | "Bunny Style!"       | "Two As One"                  | Hát đơn                                                               |
| 2013 |                      | "Countryside Life" (T-ara N4) | Cùng Hyomin, Park Ji-yeon và Areum                                    |
| 2014 |                      | "Little Apple"                | Cùng Qri, Hyomin và Jiyeon                                            |
| 2015 | White Snow           | "Don't Forget Me"             | Cùng Soyeon và Song Minkyung, Cho Seunghee, Jongkook, Sejoon, Seungri |

### Đĩa nhạc Solo
| I'm Good                                                                  | - Phát hành: 9 tháng 5 năm 2015 - Nhãn đĩa: MBK Entertainment, LOEN Entertainment - Hình thức: CD, bản điện tử tải xuống   | 6  | ㅡ  | 6.517         |
| Good Bye                                                                  | - Phát hành: 30 tháng 10 năm 2015 - Nhãn đĩa: MBK Entertainment, LOEN Entertainment - Hình thức: CD, bản điện tử tải xuống | 9  | ㅡ  | 2.552         |
| Desire                                                                    | - Phát hành: 12 tháng 6 năm 2019 - Nhãn đĩa: Akatsuki Label - Hình thức: CD, bản điện tử tải xuống                         | ㅡ | 176 | Không dữ liệu |
| Đĩa đơn                                                                   | |    |     |               |
| "Two As One"                                                              | - Ngôn ngữ: tiếng Nhật - Phát hành: 2013 - Album: "Bunny Style!"                                                           | 12 | ㅡ  | (DL) 145.345  |
| "I'm Good"                                                                | - Ngôn ngữ: tiếng Hàn - Phát hành: 2015 - Album: I'm Good                                                                  | 6  | ㅡ  | (DL) 41.146   |
| "Good Bye"                                                                | - Ngôn ngữ: tiếng Hàn - Phát hành: 2015 - Album: Good Bye                                                                  | 1  |     |               |
| "I'm Good" (phiên bản tiếng Trung)                                        | - Ngôn ngữ: tiếng Trung - Phát hành: 2015 - Album: Good Bye                                                                | ㅡ | 16  | (DL) 41.346   |
| "Good Bye" (phiên bản tiếng Trung)                                        | - Ngôn ngữ: tiếng Trung - Phát hành: 2015 - Album: Good Bye                                                                |    |     |               |
| "ㅡ" nghĩa là không được xếp hạng hay không phát hành ở bảng xếp hạng đó. | |    |     |               |

### Ca khúc hợp tác
| Năm  | Ca khúc                                                                        | Nghệ sĩ                   | Ghi chú   |
| ---- | ------------------------------------------------------------------------------ | ------------------------- | --------- |
| 2007 | "Hate You (미워요)"                                                            | Seeya                     | Tham gia  |
| 2007 | "Gashiri (가시리)"                                                             | SG Wannabe, KCM           | Tham gia  |
| 2007 | "Love Sick (사랑앓이)"                                                         | F.T. Island               | Tham gia  |
| 2007 | "Thunder (천둥)"                                                               | F.T. Island               | Tham gia  |
| 2007 | "A Man's First Love Follows Him to the Grave (남자의 첫 사랑은 무덤까지 간다)" | F.T. Island               | Tham gia  |
| 2010 | "Time, Please Stop (시간아 멈춰라)"                                            | Davichi                   | Tham gia  |
| 2010 | "Page One (페이지원)"                                                          | SG Wannabe & Ock Joo Hyun | Tham gia  |
| 2010 | "I Want to Know Goodbye (난 이별을 모를래요)"                                  | Hwang Ji Hyun             | Tham ngia |
| 2010 | "Bbiribbom Bberibbom (삐리뽐 빼리뽐)"                                          | Coed School               | Tham gia  |
| 2010 | "N-Time"                                                                       | Hwang Jung Eum            | Tham gia  |
| 2011 | "The Way I Am (내가 이렇지)"                                                   | Zia                       | Tham gia  |
| 2011 | "Crazy4s"                                                                      | Kim Soo Hyun              | Tham gia  |
| 2012 | "I Know (알아요)"                                                              | Yangpa                    | Tham gia  |
| 2015 | "Missing You (이별이란 나라)"                                                  | Koh Na Young              | EunJin    |
| 2015 | "My Destiny (가슴에 내린다)"                                                   | ISU                       | EunJin    |
| 2016 | "Star"                                                                         | Platz                     | Tham gia  |

### Nhạc phim
| Năm  | Phim             | Ca khúc            | Thời lượng |
| ---- | ---------------- | ------------------ | ---------- |
| 2009 | Cinderella Man   | "Good Person"      | 3:35       |
| 2010 | SBS Coffee House | "Coffee House OST" | 2:57       |

## Chương trình tham gia
| Năm       | Kênh                                                                       | Show                                 |
| --------- | -------------------------------------------------------------------------- | ------------------------------------ |
| 2009      | MBC                                                                        | Radio Star                           |
| 2010      | SBS                                                                        | Star King                            |
| 2010      | KBS2                                                                       | Star Golden Bell                     |
| 2010      | KBS                                                                        | Star King                            |
| 2010      | MBC                                                                        | Bouquet                              |
| 2010      | KBS2                                                                       | Invincible Youth                     |
| 2010      | KBS2                                                                       | You Hee-yeol's Sketchbook            |
| 2010      | Mnet                                                                       | Dream Girls                          |
| 2010      | KBS2                                                                       | Oh My School                         |
| 2010      | SBS                                                                        | Running Man                          |
| 2010      | SBS                                                                        | Strong Heart                         |
| 2010-2011 | KBS2                                                                       | Hello Baby                           |
| 2011      | SBS                                                                        | Star King                            |
| 2011      | KBS2                                                                       | 100 Points                           |
| 2011      | KBS2                                                                       | Happy Together                       |
| 2011      | KBS2                                                                       | Win Win                              |
| 2011-2012 | MBC                                                                        | We Got Married (Cùng Lee Jang-Woo)   |
| 2012      |                                                                            | SNL Korean                           |
| 2012      | tvN                                                                        | SNL Korean                           |
| 2012      | SBS                                                                        | Running Man                          |
| 2012      | SBS                                                                        | 100 Million Won Quiz Show            |
| 2012      | KBS2                                                                       | Hello Counselor                      |
| 2012      | Mnet                                                                       | Beathes Code                         |
| 2013      | MBC                                                                        | Show Champions (Cùng Amber)          |
| 2013      | KBS2                                                                       | Hello Counselor                      |
| 2013      | KBS2                                                                       | Immortal Songs 2                     |
| 2013      | SBS                                                                        | 1000 Song Challenge                  |
| 2013      | MBC                                                                        | SimSimTaPa                           |
| 2014      | KBS2                                                                       | Music Travel                         |
| 2014      | KBS2                                                                       | Vitamin                              |
| 2014      | SBS                                                                        | Star Beauty Show                     |
| 2014      | JTBC                                                                       | With Hunt                            |
| 2014      | JTBC                                                                       | Hidden Singer                        |
| 2014      | MBC                                                                        | Weekly Idol                          |
| 2015      | JTBC                                                                       | Witch Hunt                           |
| 2015      | JTBC                                                                       | 100 people 100 songs                 |
| 2015      | KBS2                                                                       | Hello Counselor                      |
| 2015      | KBS2                                                                       | Vitamin                              |
| 2015      | KBS2                                                                       | A Song For You 4                     |
| 2015      | MBC                                                                        | Idol Star Athletic Championship 2015 |
| 2015      | KBS                                                                        | Idol Singing Contest                 |
| 2016      | JSTV                                                                       | Siêu Trí Tuệ                         |
| 2017      | SBS                                                                        | SBS The show tập 100                 |
| 2019      | HTV2 TodayTV YouTV KBS World (kênh truyền hình) Arirang (kênh truyền hình) | Bistro K - Quán Ăn Hạnh Phúc         |

## Giải thưởng
| Năm  | Giải thưởng               | Hạng mục                          | Đề cử cho      | Kết quả   |
| ---- | ------------------------- | --------------------------------- | -------------- | --------- |
| 2010 | SBS Drama Awards          | Ngôi sao mới                      | Coffee House   | Đoạt giải |
| 2011 | MBC Entertainment Awards  | Người mới đến xuất sắc nhất       | We Got Married | Đoạt giải |
| 2011 | 47th Baeksang Arts Awards | Nữ diễn viên phổ biến nhất        | Dream High     | Đề cử     |
| 2016 | YinYueTai V-Chart Awards  | Nghệ sĩ nữ Hàn Quốc xuất sắc nhất | I'm Good       | Đoạt giải |

## Hình ảnh khác

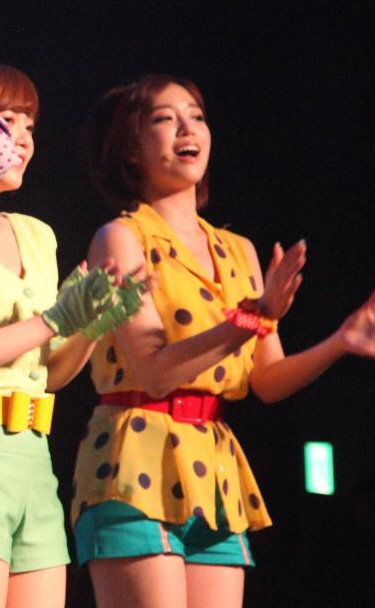
Eunjung tại Cyworld Dream Music Festival vào 2011.
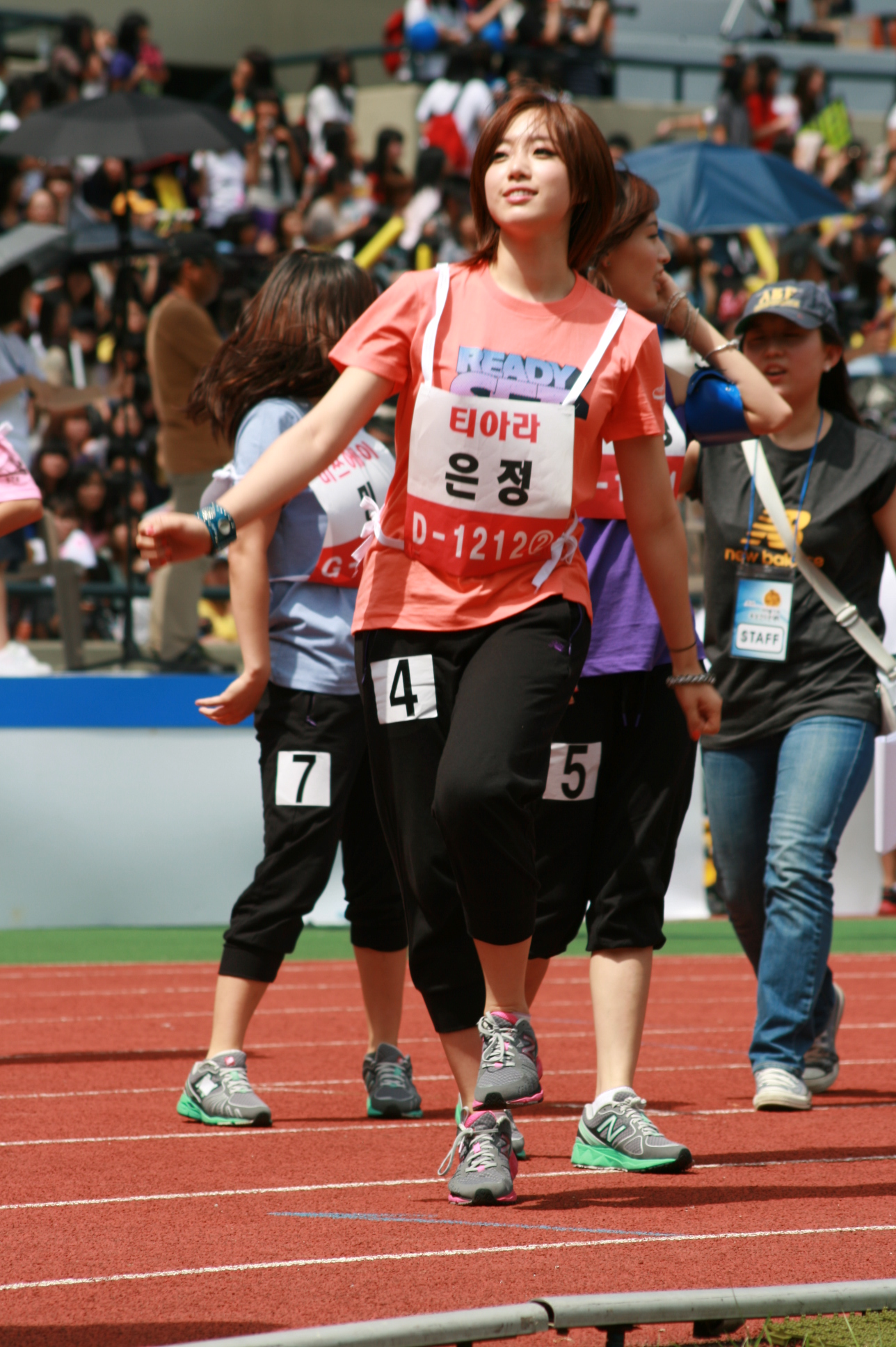
Eunjung vào năm 2011.
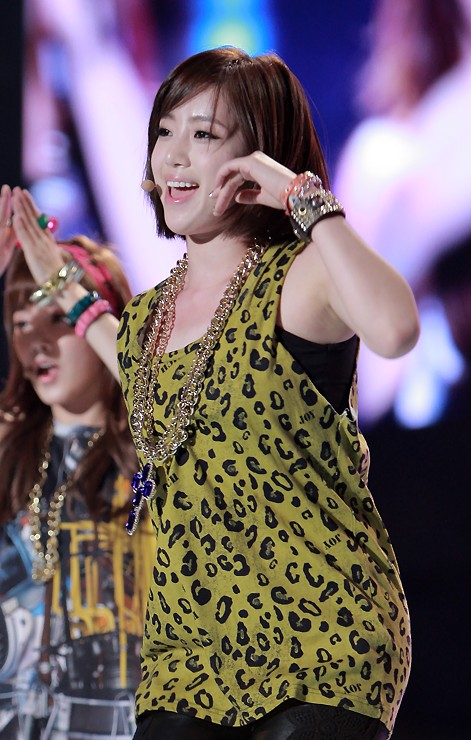
Eunjung tại K-Collection ở Seoul vào tháng 3 năm 2012.
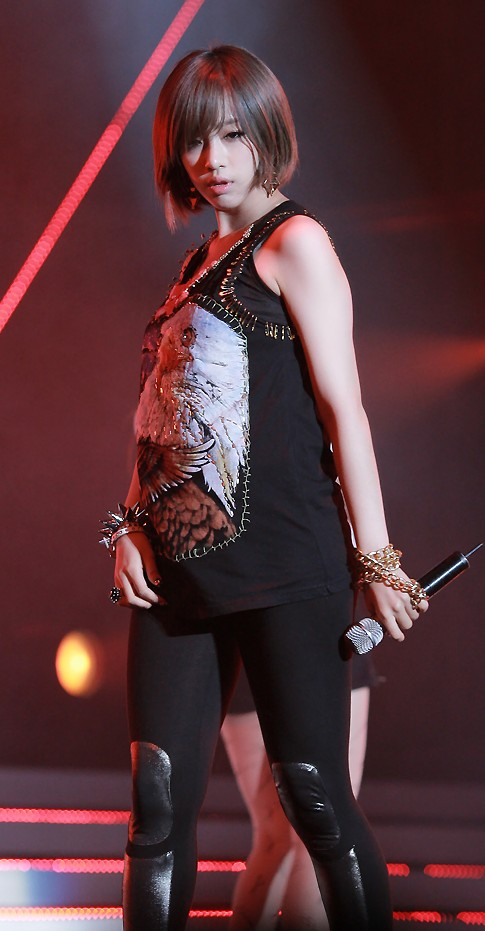
Eunjung tại GUESS Party vào tháng 7 năm 2012.
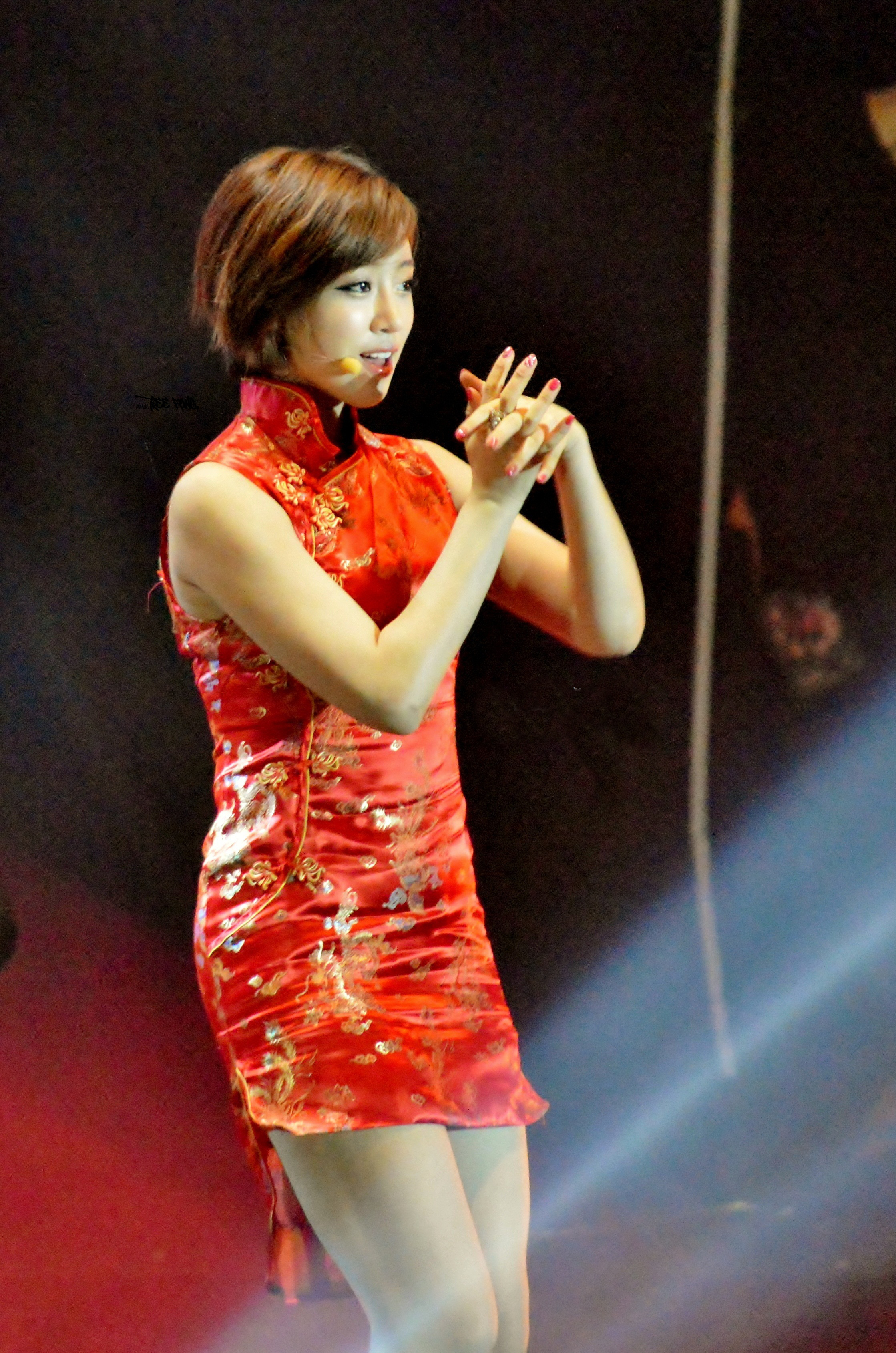
Eunjung tại buổi hòa nhạc ở Hồng Kông vào ngày 10 tháng 8 năm 2013.
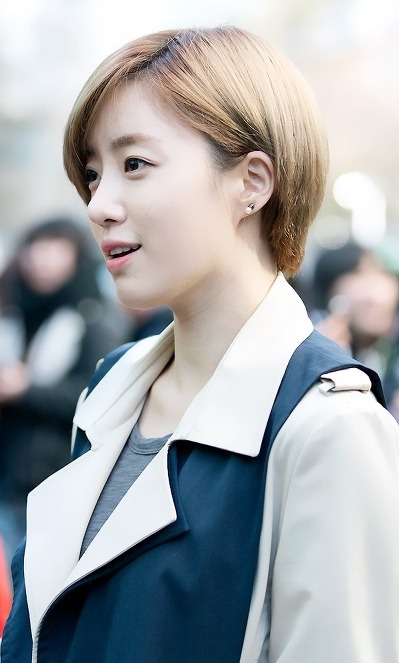
Eunjung vào ngày 21 tháng 2 năm 2014.